# NGC 4270
NGC 4270 is een lensvormig sterrenstelsel in het sterrenbeeld Maagd. Het hemelobject werd op 17 april 1786 ontdekt door de Duits-Britse astronoom William Herschel.

## Synoniemen
- UGC 7376
- MCG 1-32-7
- ZWG 42.26
- VCC 375
- PGC 39718